# Carlos Cuesta
Carlos Eccehomo Cuesta Figueroa (* 9. března 1999) je kolumbijský profesionální fotbalista, který hraje na pozici středního obránce za turecký klub Galatasaray SK a kolumbijský národní tým.

## Klubová kariéra

### Genk
Dne 5. července 2019 oznámil belgický klub Genk, že s Cuestou podepsal smlouvu do června 2024.

### Galatasaray
Dne 6. února 2025 se Cuesta připojil k tureckému týmu Galatasaray za přestupovou částku 8 milionů eur.

## Reprezentační kariéra
Cuesta debutoval za kolumbijský národní tým 9. září 2021 v kvalifikaci na Mistrovství světa ve fotbale 2022 proti Chile.
Dne 14. června 2024 byl Cuesta jmenován do 26členného týmu pro Copa América 2024. V prvním zápase turnaje byl Cuesta nevyužitým náhradníkem, ale kvůli zranění Jhona Lucumího se stal jeho náhradníkem pro celý zbytek turnaje.

## Statistiky

### Klubové
Platí k zápasu hranému 2. března 2025.
| Klub              | Sezóna            | Liga                | Liga   | Liga | Národní pohár | Národní pohár | Kontinentální | Kontinentální | Ostatní | Ostatní | Celkově | Celkově |
| Klub              | Sezóna            | Soutěž              | Zápasy | Góly | Zápasy        | Góly          | Zápasy        | Góly          | Zápasy  | Góly    | Zápasy  | Góly    |
| ----------------- | ----------------- | ------------------- | ------ | ---- | ------------- | ------------- | ------------- | ------------- | ------- | ------- | ------- | ------- |
| Atlético Nacional | 2016              | Categoría Primera A | 14     | 0    | 0             | 0             | 1             | 0             | —       | —       | 15      | 0       |
| Atlético Nacional | 2017              | Categoría Primera A | 30     | 0    | 4             | 0             | 3             | 0             | —       | —       | 37      | 0       |
| Atlético Nacional | 2018              | Categoría Primera A | 11     | 0    | 3             | 0             | 0             | 0             | 2       | 0       | 16      | 0       |
| Atlético Nacional | 2019              | Categoría Primera A | 5      | 0    | 0             | 0             | 0             | 0             | —       | —       | 5       | 0       |
| Atlético Nacional | Celkově           | Celkově             | 60     | 0    | 7             | 0             | 4             | 0             | 2       | 0       | 73      | 0       |
| Genk              | 2019/20           | Jupiler Pro League  | 20     | 0    | 2             | 0             | 4             | 0             | 1       | 0       | 27      | 0       |
| Genk              | 2020/21           | Jupiler Pro League  | 34     | 0    | 4             | 0             | 0             | 0             | 0       | 0       | 38      | 0       |
| Genk              | 2021/22           | Jupiler Pro League  | 21     | 1    | 0             | 0             | 5             | 0             | —       | —       | 26      | 1       |
| Genk              | 2022/23           | Jupiler Pro League  | 33     | 1    | 3             | 0             | 0             | 0             | —       | —       | 36      | 1       |
| Genk              | 2023/24           | Jupiler Pro League  | 33     | 1    | 1             | 0             | 8             | 0             | —       | —       | 42      | 1       |
| Genk              | 2024/25           | Jupiler Pro League  | 10     | 1    | 3             | 0             | —             | —             | —       | —       | 13      | 1       |
| Genk              | Celkově           | Celkově             | 151    | 4    | 13            | 0             | 17            | 0             | 1       | 0       | 182     | 4       |
| Galatasaray       | 2024/25           | Süper Lig           | 3      | 0    | 1             | 0             | 2             | 0             | —       | —       | 6       | 0       |
| Celkově v kariéře | Celkově v kariéře | Celkově v kariéře   | 214    | 4    | 21            | 0             | 23            | 0             | 3       | 0       | 261     | 4       |

### Reprezentační
Platí k zápasu hranému 25. března 2025.
| Národní tým | Rok     | Zápasy | Góly |
| ----------- | ------- | ------ | ---- |
| Kolumbie    | 2021    | 4      | 0    |
| Kolumbie    | 2022    | 4      | 0    |
| Kolumbie    | 2023    | 4      | 0    |
| Kolumbie    | 2024    | 9      | 0    |
| Kolumbie    | 2025    | 2      | 0    |
| Celkově     | Celkově | 23     | 0    |

## Úspěchy
Atlético Nacional
- Categoría Primera A: 2017
- Copa Colombia: 2018
- Pohár osvoboditelů: 2016

Genk
- Belgický pohár: 2020/21